# Franziska Mai
Franziska Mai (* 12. Oktober 1999 in Erfurt) ist eine deutsche Fußballspielerin.

## Karriere
Aus der B-Jugendmannschaft des FF USV Jena hervorgegangen, für die von 2013 bis 2016 46 Punktspiele in der B-Juniorinnen-Bundesliga bestritten und drei Tore erzielt hatte, rückte Mai im Alter von 16 Jahren in die zweite Mannschaft auf. Für diese bestritt sie in der Saison 2016/17 15 Punktspiele in der drittklassigen Regionalliga Nordost. Ihr Pflichtspieldebüt im Seniorinnenbereich gab sie am 4. September 2016 (1. Spieltag) beim 4:0-Sieg im Heimspiel gegen den 1. FFC Fortuna Dresden. Ihr erstes von zwei Saisontoren im Seniorinnenbereich erzielte sie am 2. April 2017 (16. Spieltag) beim 6:0-Sieg im Heimspiel gegen den 1. FFV Erfurt mit dem Treffer zum 2:0 in der 28. Minute.
Zur Saison 2017/18 wurde sie vom 1. FC  Nürnberg verpflichtet, für den sie ihr erstes von allen 26 Saisonspielen am 3. September 2017 (1. Spieltag) in der drittklassigen Regionalliga Süd bei der 0:2-Niederlage im Auswärtsspiel gegen den FFC Wacker München bestritt. Ihr erstes von vier Saisontoren erzielte sie am 4. März 2018 (17. Spieltag) mit dem 2:1-Siegtreffer in der 84. Minute im Auswärtsspiel gegen die zweite Mannschaft des SC Sand.
Bis zum Saisonende 2020/21, zuletzt in der Gruppe 2, bestritt sie weitere 45 Punktspiele in dieser Spielklasse, sowie vier Pokalspiele, bevor sie mit ihrer Mannschaft in die 2. Bundesliga aufstieg. Ihr erstes von 41 Punktspielen bis zum Saisonende 2022/23 bestritt sie am  15. August 2021 (1. Spieltag) beim 3:0-Sieg im Auswärtsspiel gegen den FC Bayern München II. Auch in dieser Spielklasse gelang ihr ein Tor; sie erzielte es am 7. Mai 2023 (23. Spieltag) beim 2:0-Sieg im Auswärtsspiel gegen den FC Ingolstadt 04 mit dem Treffer zum 1:0 in der 55. Minute. Mit dem errungenen zweiten Platz gelang auch der Aufstieg in die Bundesliga.

## Erfolge
- Aufstieg in die Bundesliga: 2023 und 2025
- Aufstieg in die 2. Bundesliga: 2021